# Лідогенерація
Лідогенерація (англ. lead generation) — маркетингова тактика, спрямована на пошук потенційних клієнтів з певними контактними даними.
Після пандемії Covid-19 у 2020 році Gartner виявив збільшення оптимізації соціальних та пошукових систем для маркетологів B2B, тоді як маркетологи B2C віддали перевагу цифровій рекламі.

## Області застосування лідогенерації
Лідогенерація активно використовується в споживчому секторі, що орієнтований на строгі цільові групи. Для цього застосовуються методи пошуку і залучення клієнтів через Інтернет, цілеспрямований Інтернет-маркетинг, за допомогою реклами в пошукових системах (Google, Bing) і соціальних мережах, а також на тематичних онлайн ресурсах. Як правило, для визначення цільових груп використовуються поведінкові критерії (пошукові запити) і демографічні характеристики (стать, вік, регіон, професійна діяльність).
В корпоративному сегменті (В2В) ефективніші такі методи лідогенерації як: призначення ділових зустрічей, збір делегатів на захід, маркетингові дослідження з метою лідогенерації, контекстна реклама в пошукових системах.
Оптимізований під завдання лідогенерації вебсайт компанії і персоналізовані розсилки (директ-мейл) також ефективно працюють як інструмент лідогенерації для обох сегментів.

## Методи лідогенерації
1. Особиста взаємодія:
- лідогенерація за допомогою телемаркетингу;
- призначення ділових зустрічей;
- конференції та вебінари;
- маркетингові дослідження.

2. Інтернет:
- використання корпоративного сайту для збору лідів;
- контекстна реклама в пошукових системах;
- соціальні мережі як джерело лідів;
- реклама на онлайнових ресурсах з метою лідогенерації.

3. Розсилки:
- персоналізовані електронні;
- прямі поштові, листи і флаєри;
- по передплатникам ЗМІ;
- дзвінки по холодній базі клієнтів;
- смс-розсилки.

## Лід
Під визначенням «лід» маємо на увазі потенційного клієнта, що входить до цільової аудиторії компанії і який виявив свій інтерес до придбання продуктів або послуг того чи іншого характеру. Цей інтерес може бути виражений у вигляді заповненої анкети, заявки потенційного клієнта, запиті зворотного дзвінка. Як приклади можна навести реєстрацію на сайті рекламодавця; оформлення замовлення; завантаження/встановлення додатку; досягнення рівня в онлайн-грі; залучення передплатника в розсилку і т. д. (див. також Cost Per Action)
Для досягнення мети — конверсії потенційного клієнта — потрібно, щоб той пройшов кілька або один рівень фільтрації (чим більше рівнів, тим якісніший лід), або кваліфікації. Фільтрами можуть бути характеристика потенційного клієнта (вік, стать, вид діяльності і т. д.), промо-сторінка в Інтернеті, яку повинен відкрити і заповнити необхідні поля потенційний клієнт.

## Фактори успіху лідогенерації
Для успішної роботи по лідогенерації в Інтернеті потрібні:
- Якісна продаваюча промо-сторінка (лендінг)
- Протестовані оголошення і банери, що ведуть на лендінг
- Джерела трафіку, відібрані за характеристиками цільової аудиторії

Для успішної роботи по лідогенерації за допомогою інструментів особистої взаємодії (дзвінки, заходи, маркетингові дослідження тощо) потрібно:
- Якісна продаваюча промо-сторінка (лендінг)
- Сценарій дзвінка
- Текст листа
- Маркетингові списки контактів цільових аудиторій

Продажі по лідам можливі у випадку, якщо:
- Виходять якісні ліди (що відповідають цільовій аудиторії та критеріям кваліфікації)
- У фахівців є навички продажів
- Фахівці мають мотивацію на якісну обробку лідів
- Налагоджений процес контролю над якістю обробки лідів і наступних продажів.

## Лідогенерація в Україні
В Україні напрямок лідогенерації з'явився у 2009—2010 роках. Згодом напрям почав завойовувати ринок, рекламодавці все частіше користуються такою послугою. Даний вид реклами відрізняється від інших подібних напрямків рекламної діяльності тим, що дає можливість відслідковувати витрати на рекламу, розуміти, куди саме був витрачений рекламний бюджет. Також у рекламодавця з'явилася можливість легко відслідковувати ефективність самого заходу. На відміну від зовнішньої реклами, легко піддається підрахунку рівень конверсії витрат до доходів.
Одним з найбільш популярних методів збору лідів в Україні є фейсбук.